# Ernst Rudigier
Ernst Rudigier (* 11. Juni 1922 in Göschweiler; † 30. März 1981 in Freiburg im Breisgau) war ein deutscher Politiker (FDP).

## Leben
Rudigier absolvierte nach der Volksschule eine Maurerlehre. Von Januar bis Dezember 1941 war er beim Reichsarbeitsdienst im Baltikum und am Nordabschnitt der Ostfront eingesetzt. Unmittelbar nach Entlassung aus dem Reichsarbeitsdienst wurde er zum Wehrdienst zu einer Pioniereinheit eingezogen. Er war als Soldat an der Ostfront eingesetzt und wurde dreimal verwundet. Er wurde mit dem Eisernen Kreuz II. Klasse, dem Infanterie-Sturmabzeichen und dem Verwundetenabzeichen in Silber ausgezeichnet.
Ab 1946 war er als Ratschreiber im Gemeindedienst tätig. Er legte 1951 die erste und 1955 die zweite Verwaltungsprüfung ab.
Rudigier war ab 1948 Bürgermeister von Göschweiler, bis der Ort 1972 in die Stadt Löffingen eingemeindet wurde. Ab 1953 war er zusätzlich Geschäftsführer des Verkehrsvereins. Zudem war er bis zu seinem Tod Mitglied des Kreistags des Landkreises Breisgau-Hochschwarzwald.
Bei der Landtagswahl in Baden-Württemberg 1968 wurde Rudigier über ein Zweitmandat im Wahlkreis Donaueschingen in den Landtag von Baden-Württemberg gewählt, dem er bis zum Ende der Legislaturperiode 1972 angehörte. Er war zudem 1969 Mitglied der 5. Bundesversammlung, die Gustav Heinemann zum Bundespräsidenten wählte.
Rudigier war römisch-katholisch, verheiratet und Vater von vier Kindern.